# 一行院 (新宿区)
一行院（いちぎょういん）は、東京都新宿区南元町にある浄土宗の寺院。山号は永固山（えいこざん）、本尊は阿弥陀如来。

## 歴史
同院の創建は江戸時代の初期（慶長年間）にまで遡る。開山の利覚は赤坂・浄土寺の第9世であった。開基は永井直勝で、永井家はこの地に下屋敷を拝領した。同家当主は代々信濃守を名乗り、同地一帯の地名信濃町の由来になっている。
永井家の家臣で後に同院の僧になった故念が、千日回向の供養を務めたことから同院は千日寺と号するようになり、付近一帯の谷状の街は「千日谷」（せんにちだに）と呼ばれるようになった。
本尊の阿弥陀如来像は元禄2年の作である。一行院は、かつては敷地面積約2000坪を誇る大寺院であったが、明治時代には隣接してJR信濃町駅が出来たため寺域が狭められ、昭和時代にはJR線の線路に隣接して首都高速4号線が出来たため、より敷地が狭められ、往時の様相は見られなくなった。その首都高が完成した頃の1962年（昭和37年）に千日谷会堂が完成した。
かつては墓地もあったが現在はなく、遺骨の大半は境内の納骨堂に納められている。墓地の中には永井直重や梶野土佐守、岩本昆寛（現存）などの墓があった。
寺宝としては善導、円光の木像、文化財としては鎌倉時代後期から室町時代後期にかけての板碑（新宿区登録有形民俗文化財）、そして千日谷会堂建設の際に出土した、江戸時代のものと思われる出土品（新宿区登録有形民俗文化財）がある。
千日谷会堂は宗派を問わず社葬クラスの大規模な葬儀にも対応可能な葬儀場として知られるが、本堂などの築年数が50年を経過し、耐震性などに問題があるため、2018年（平成30年）の完成を目途に舎利殿（納骨堂）と共に新たな施設に変わる。
2017年(平成29年)7月1日、新本堂が完成、2018年(平成30年)7月納骨堂の改修完了。

## 主な施設
- 千日谷会堂
- 客殿
- 納骨堂

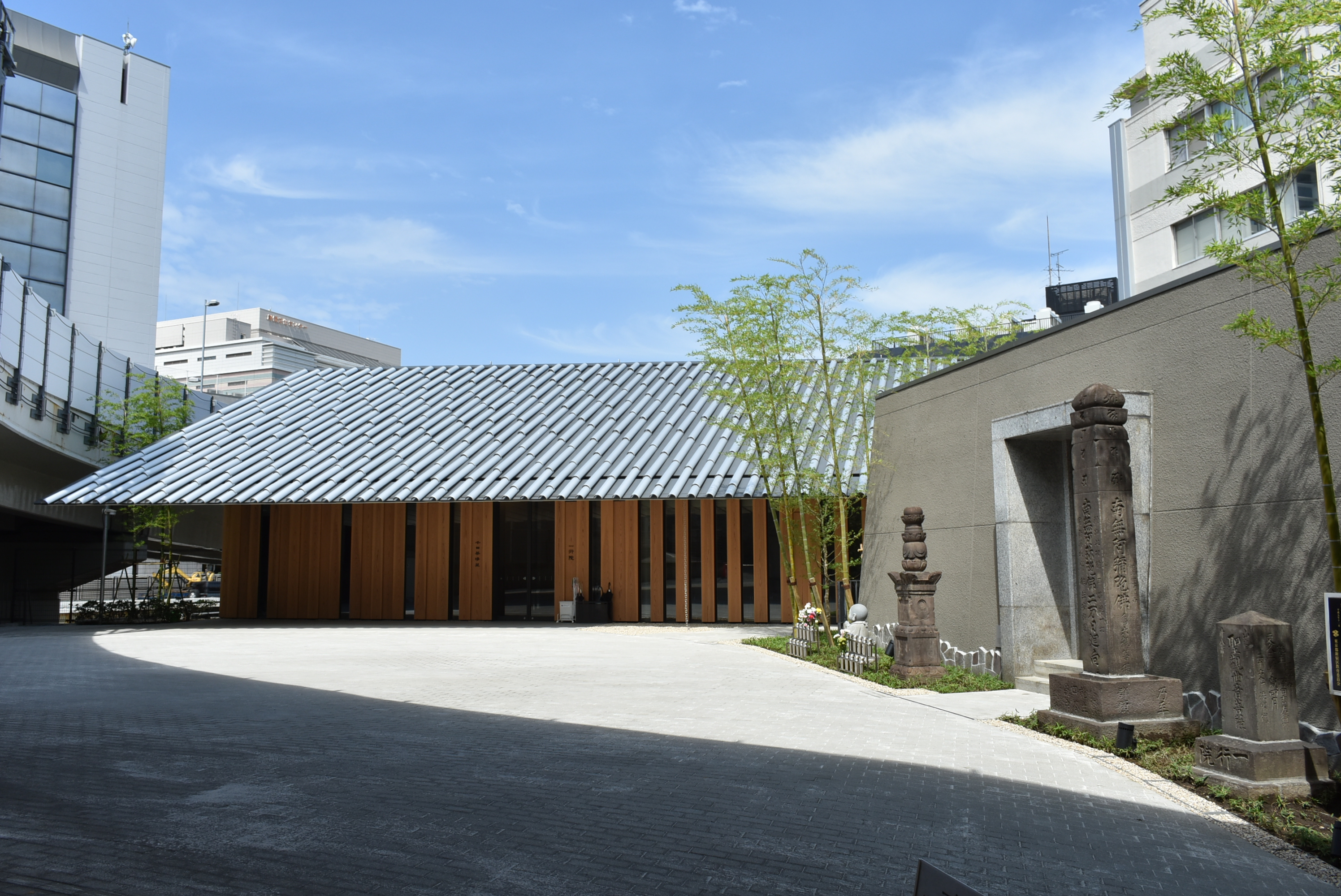
客殿外観（2018年6月24日撮影）
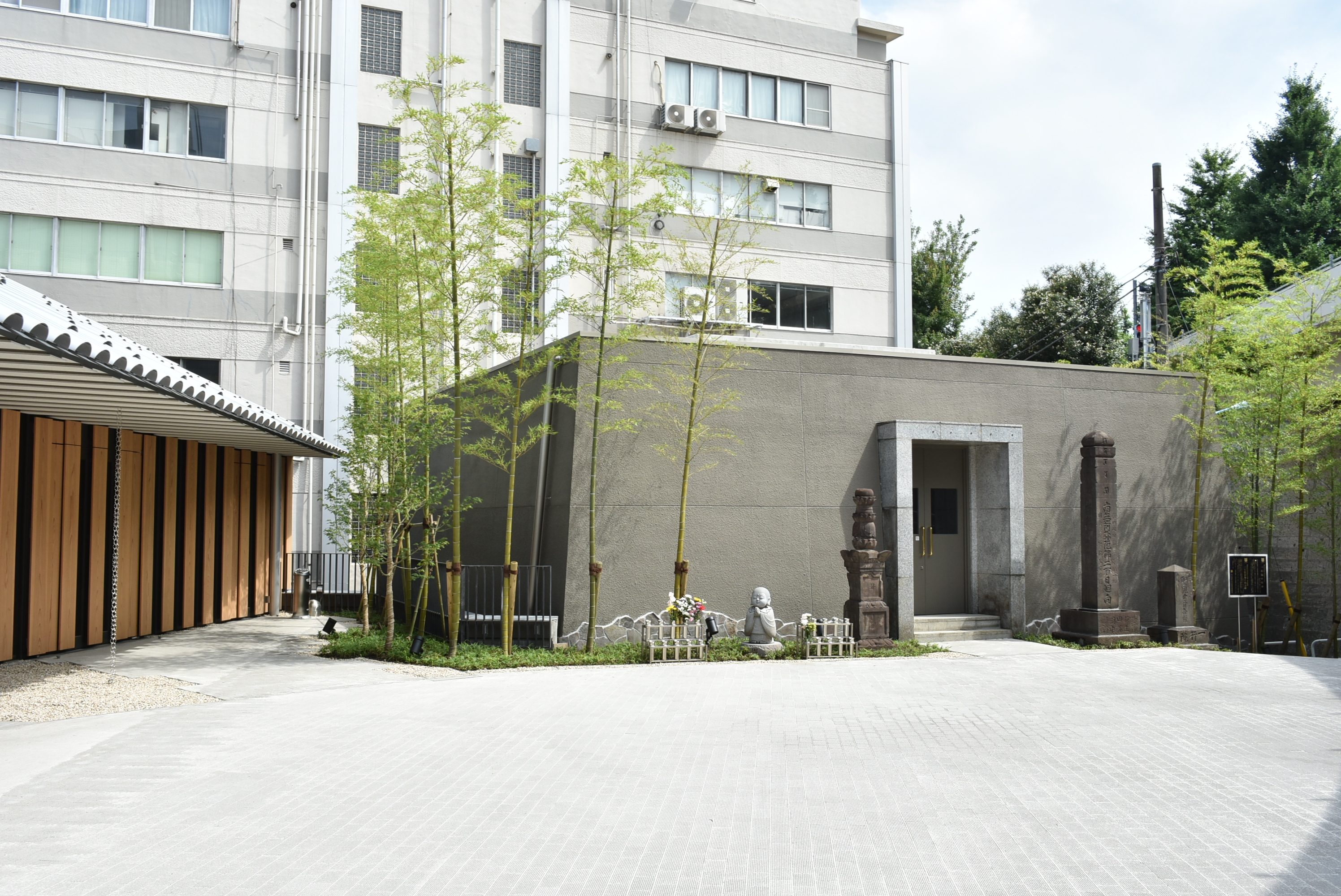
納骨堂（2018年6月24日撮影）
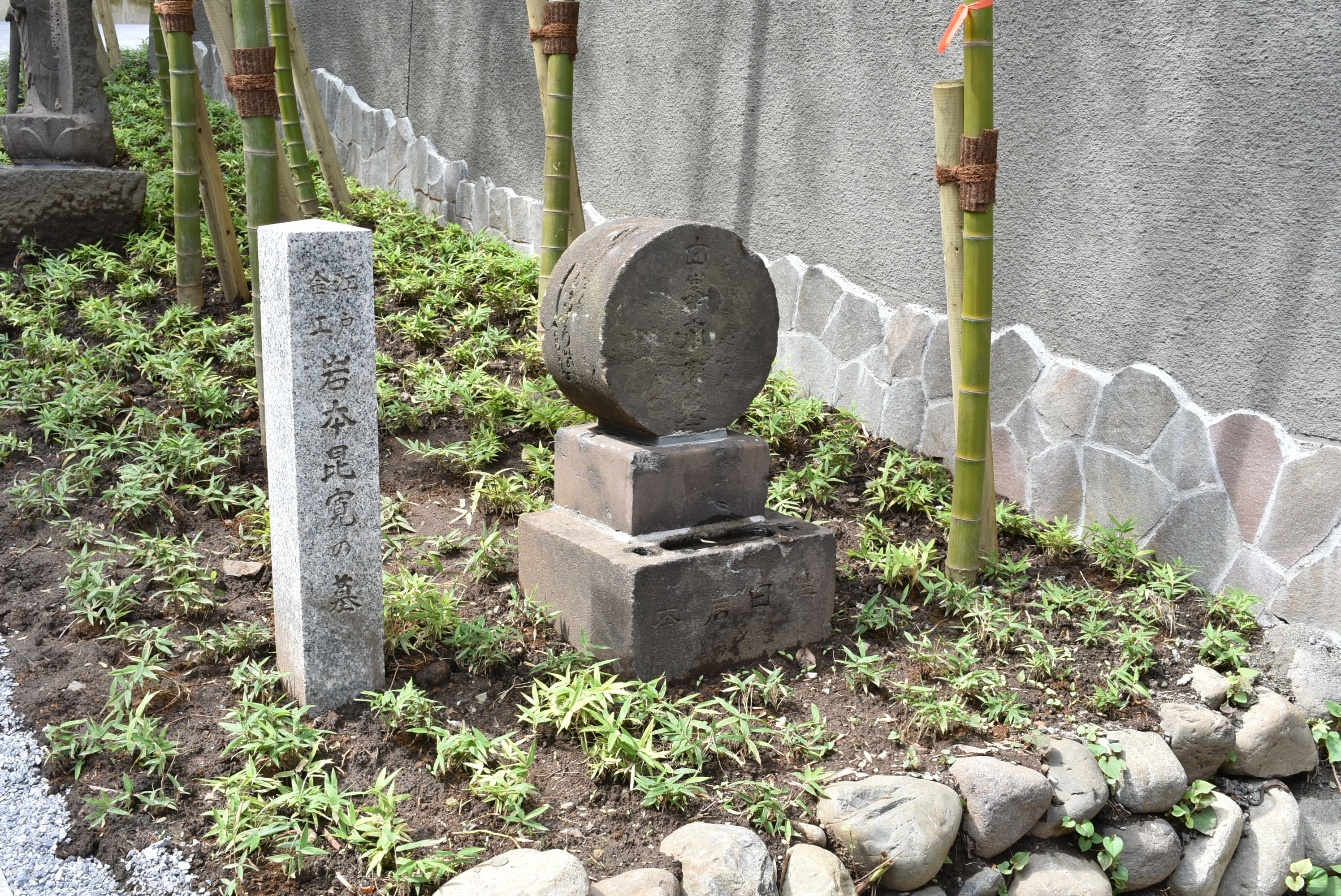
江戸金工 岩本昆寛の墓（2018年6月24日撮影）
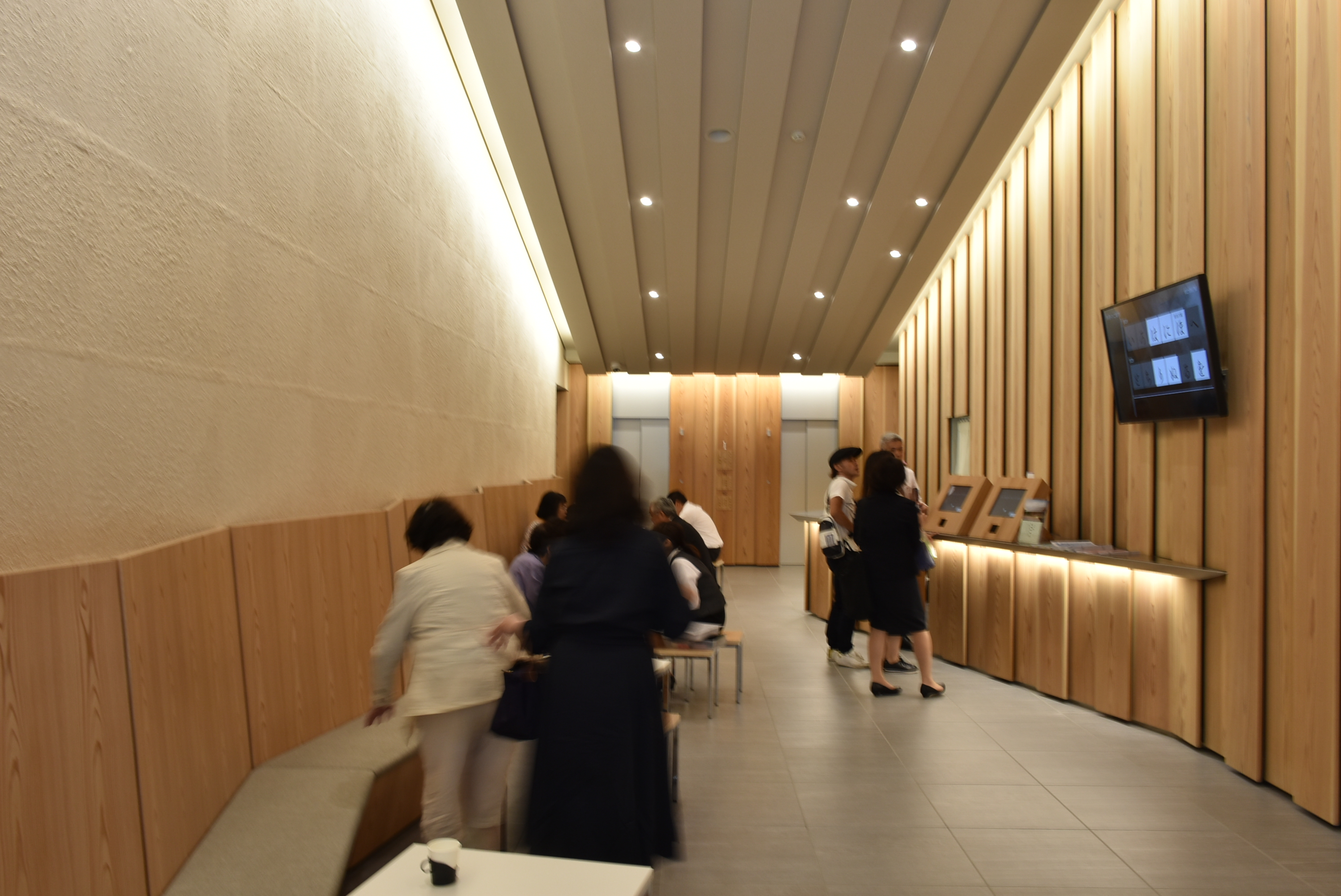
客殿ロビー（2018年6月24日撮影）

## アクセス
- JR中央・総武線（各駅停車）・信濃町駅より徒歩1分
- 駐車施設:あり

## 公式サイト
- 一行院公式サイト